# نظم الطاقة الشمسية الهجينة

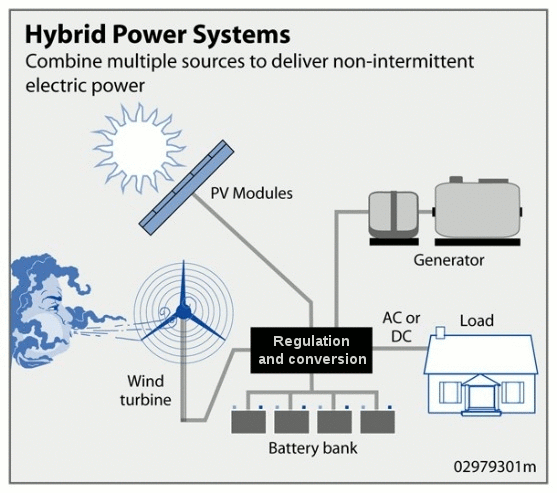
نظام هجين شمسي وريحي

نظم الطاقة الشمسية الهجينة هي نظم طاقة هجينة تجمع بين الطاقة الشمسية من النظام الضوئي مع مصدر آخر لتوليد الطاقة الكهربائية.النظام الهجين الضوئي والديزل هو أحد الأنواع الشائعة الذي يجمع بين الألواح الضوئية ومولدات الديزل، بما أن الألواح الضوئية لاتملك كلفة ثانوية وتملك الأفضلية في الشبكة. تستخدم مولدات الديزل لسد الفجوة بشكل مستمر بين الحمل الحالي والطاقة الحقيقة المولدة من قبل نظام اللوح الضوئي.
بما أن الطاقة الشمسية متقلبة، وتكون سعة التوليد لمولدات الديزل محدودة بمدى معين، وعادة مايكون خيار استخدام بطارية تخزينية قابل للتطبيق من أجل تحسين الإنتاج من الألواح الضوئية ليصل إلى القدرة الكاملة من النظام الهجين.
أفضل نموذج تجاري لتقليل استهلاك الديزل هو باستخدام طاقة الرياح والشمس وعادة ماتوجد في الأماكن النائية بسبب عدم اتصال هذه المناطق بالشبكة وتكون عملية نقل الوقود مكلفة جداً. توجد العديد من هذه التطبيقات في قطاعات صغيرة  وعلى الجزر.
في عام 2015، تم عمل دراسة حالة في عدة بلدان تضمنت كل حالات عمليات التوليد يمكن تخفيض الكلفة من خلال تهجين الشبكات الصغيرة والشبكات المنفردة. ولكن، الكلفة المادية لشبكات الكهرباء المغذة بالديزل مع الألواح الضوئية تكون مصيرية وتعتمد على تركيب المالك لمحطة التوليد. ويمكن أن تنخفض الكلفة بشكل كبير إذا كانت الملكية حكومية. ووجدت الدراسة أيضاً أن الفائدة الاقتصادية معدومة أو حتى لاتذكر للاستخدامات الخاصة، مثل إنتاج الطاقة بشكل مستقل.
تتضمن النظم الشمسية الهجينة الأخرى نظام الشمس والرياح، يملك الجمع بين طاقة الرياح والشمس بعض الميزات مثل مصدرين للطاقة يكمل بعضهما البعض لأن وقت ذروة التشغيل يحدث في أوقات مختلفة من اليوم والسنة. تكون الطاقة المنتجة من قبل هذا النظام أكثر ثباتاً وأقل تقلباً من النظم الفرعية الأخرى المكونة من عنصرين.

## معرض الصور

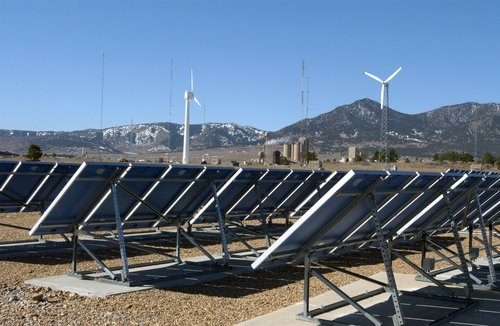
نظام هجين نموذجي لطاقة الرياح والشمس
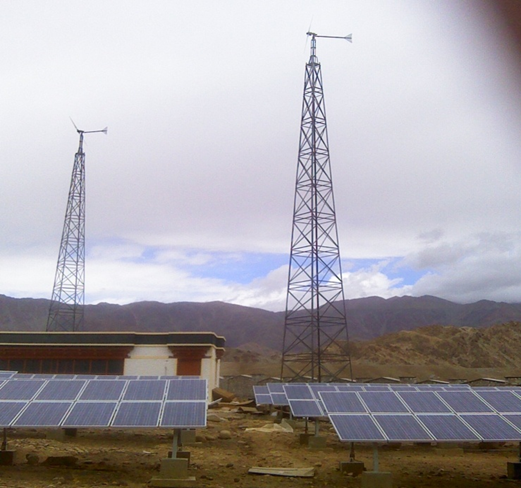
النظم الهجينة في لياه، الهند
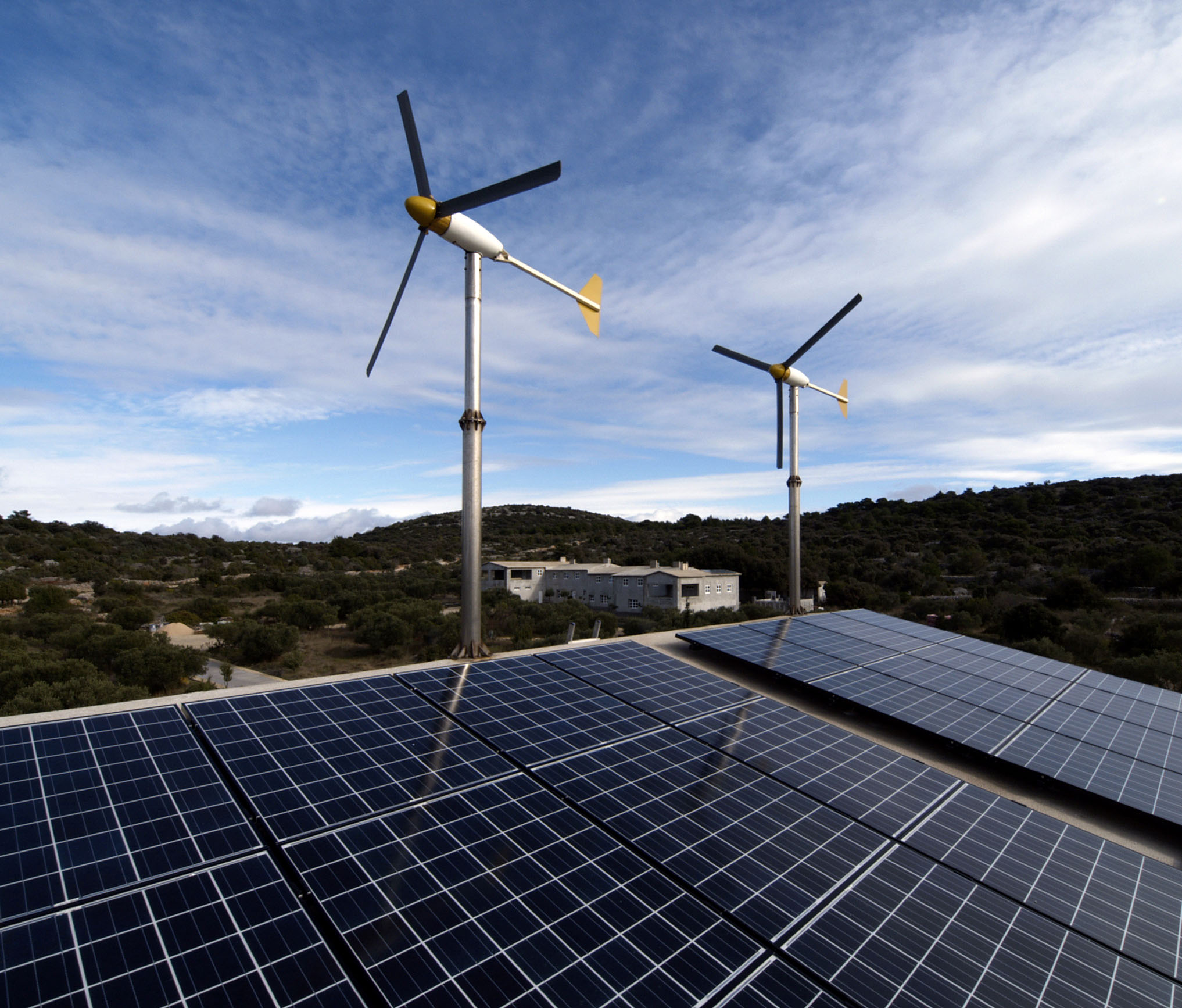
النظم الهجينة في Žirje، كرواتيا
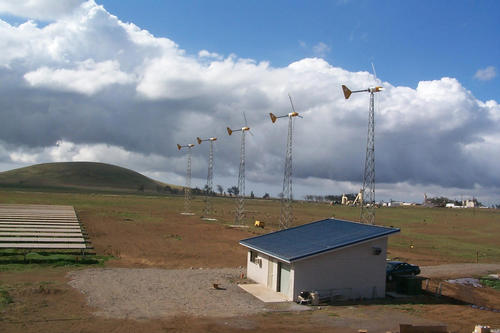
نظام هجين لطاقة الرياح والشمس صغير الحجم